# علی دورقی
علی دورقی (متولد ۳۰ شهریور ۱۳۶۳ در اهواز)، بازیکن حرفه‌ای بسکتبال که در حال حاضر عضو باشگاه بسکتبال گروه بین‌المللی اکسونمی‌باشد.